# けんぷファー キャラクターソングアルバム
『けんぷファー キャラクターソングアルバム』は、テレビアニメ『けんぷファー』のキャラクターソングアルバム。2010年1月27日、Lantisより発売、バンダイビジュアルより販売され、同年7月26日に再発売された。

## 概要
- 主要キャラクターのキャラクターソング5曲とオフボーカルバージョンを収録している。
- ディスクジャケットには、キャラクターデザイナー藤田まり子によるLantis瀬能ナツル、美嶋紅音、三郷雫、近堂水琴、沙倉楓の5人がカラオケボックスで歌っている様子が描かれている。

## 収録曲
（全作詞：こだまさおり）
1. 微笑みチャージ [3:39]
作曲：松下典由、編曲：onoken
歌：瀬能ナツル（井上麻里奈）
2. ダーリンダーリン [4:07]
作曲：南陽子、編曲：三浦誠司
歌：美嶋紅音（堀江由衣）
テレビアニメ第4話挿入歌
3. experiment [4:03]
作曲・編曲：橋本由香利
歌：三郷雫（名塚佳織）
テレビアニメ第4話挿入歌
4. すぱいすがーるはーとくらぶ [3:38]
作曲・編曲：naotyu-
歌：近堂水琴（阿澄佳奈）
5. 素顔でフォーリンラブ [4:10]
作曲：南陽子、編曲：DY-T
歌：沙倉楓（中島愛）
テレビアニメ第4話挿入歌
6. 微笑みチャージ（instrumental）
7. ダーリンダーリン（instrumental）
8. experiment（instrumental）
9. すぱいすがーるはーとくらぶ（instrumental）
10. 素顔でフォーリンラブ（instrumental）